# Brendan Steele
Brendan Steele (Idyllwild, 5 april 1983) is een Amerikaanse golfprofessional die in 2011 als rookie op de Amerikaanse PGA Tour speelde.
Steel studeerde aan de Universiteit van Californië in Riverside en speelde daar college golf. Na zijn afstuderen in 2005 werd hij professional. Hij won in de rest van dat jaar vier toernooien op de Golden State Golf Tour. In 2006 en 2007 speelde hij op de Canadese PGA Tour en in 2008 ging hij over naar de Nationwide Tour. Hij won het laatste toernooi van het seizoen, de Nationwide Tour Championship, steeg daardoor naar de 6de plaats van hun rangorde en promoveerde naar de Amerikaanse PGA Tour, waar hij in 2011 als derde rookie een toernooi won, het Texas Open. Eerder had Jhonattan Vegas de Bob Hope Classic gewonnen en Charl Schwartzel de Masters.
Steeles overwinning bezorgde hem niet alleen ruim een miljoen dollar, maar ook speelrecht tot eind 2013 en uitnodigingen voor The Players Championship en de WGC - Bridgestone Invitational in 2011 en de Masters in 2012.

## Gewonnen
Golden State Tour
- 2005: 4 toernooien

Nationwide Tour
- 2010: Nationwide Tour Championship at Daniel Island (na play-off)

Amerikaanse PGA Tour
- 2011: Valera Texas Open (-8)